# Висингсё
Висингсё (швед. Visingsö) — остров в южной части озера Веттерн, Швеция. Расположен в 30 км севернее Йёнчёпинга и 6 км западнее Гренны. Длина — 14 км, ширина — 3 км, общая площадь — 24 км². Согласно легенде, остров создал великан Вист, чтобы его жена могла перейти озеро.

## История
В XII—XIII веках в южной части острова располагался замок Нес, служивший резиденцией королям Швеции. Здесь умерли короли Швеции Карл Сверкерссон, Эрик Кнутссон, Юхан Сверкерссон и Магнус Ладулос. В XVII столетии на острове, в замке Висингсборг, обосновалась дворянская семья Браге. В то же время шведское адмиралтейство начало выращивать на острове дуб для нужд кораблестроения. В настоящее время дубовые рощи частично сведены, и большую часть острова занимают сельскохозяйственные угодья.
Во время Северной войны на острове размещались русские военнопленные, среди которых были генералы А. М. Головин и И. Ю. Трубецкой. Пленные содержались в замке Висингсборг. По легенде, именно они подожгли замок в 1718 г., узнав о смерти короля Карла XII. На острове сохранилось русское кладбище.